# Obratna logistika
Obratna logistika so vsi procesi povezani s ponovno uporabo izdelkov in materiala. To je proces planiranja, implementiranja ter nadzora učinkovitega, nizkostroškovnega toka surovin, zalog, ki so že v procesu, končnih proizvodov in sorodnih informacij, od točke porabe do točke izvora. Ta proces se opravi z namenom ponovne uporabe materiala v procesu ali pa recikliranja. Bolj natančno opisano, je obratna logistika proces premikanja dobrin od njihovega tipičnega cilja, z namenom da ohranimo nekaj njihove vrednosti ali za primerno reciklažo. Proces obratne logistike vključuje tako management presežka, kot tudi vračilo opreme in strojev podjetjem, ki se ukvarjajo s posojo in leasingom le teh. Običajno, se logistika ukvarja z aktivnostmi, ki pripeljejo izdelek do kupcev. Pri obratni logistiki, gre izdelek vsaj en korak nazaj v oskrbni verigi. Kot primer, gre dobrina od kupca do distributerja ali proizvajalca ( npr. reklamacija ).

## Vračilo prodanih proizvodov
V tem primeru gre za proizvode, ki jih je podjetje že prodalo vendar je z njimi nekaj narobe, in jih stranke vrnejo prodajalcu ali pa direktno proizvajalcu. Ta lahko proizvod, ki je v garanciji popravi, ga nadomesti z drugim, ali pa vrne stranki denar. Odvisno je od pogojev poslovanja. Po tržni raziskavi 75% strank vrača izdelke za katere ve, da niso defektni, ker:

## Vračilo neprodanih proizvodov
V določenih panogah so dobrine poslane po oskrbni verigi naprej, z razumevanjem, da se jih lahko vrne v zameno za kredit v primeru, da niso prodane (npr. časopisi in revije). Za podjetja, ki so nižje v oskrbovalni verigi je to vzpodbuda, da naredijo večje     zaloge, ker je tveganje zastaranja izdelkov breme za podjetja, ki so višje v oskrbovalni verigi. Vendar se pojavi tudi problem povezan z logističnim konceptom. Podjetja, ki so nižje v verigi bi lahko to izkoriščala in naročala večje količine od potrebnih ter vračala velike količine. Na ta način je partnersko podjetje nižje v verigi zmožno nuditi storitev na visokem nivoju, brez da nosi breme povezano z velikim inventarjem. Dobavitelj učinkovito financira inventar za podjetja, ki so nižje v verigi. Zato je pomembno analizirati porabnikove skrite stroške.

## Reciklaža in ponovna uporaba
Ker je v današnjem svetu veliko pozornosti usmerjene k varstvu okolja in k varčevanju, ni nič drugače v oskrbovalni verigi. Izdelke, ki se jih ne da več uporabiti lahko porabniki, kot končni del verige, vrnejo proizvajalcu oziroma podjetju ki se ukvarja z reciklažo in tako se lahko materiali ponovno uporabijo v proizvodnji ali pa se jih na varen način znebimo. To je seveda najbolj kritično pri neorganskih odpadkih in okolju strupenih odpadkih.
Poznamo več načinov ponovne uporabe:

## Povezave
Različna podjetja ponujajo različne programske rešitve za podporo obratni logistiki. Primer takšne podpore: http://www.youtube.com/watch?v=h7tHKwYEZIk - Prikaz obratne logistike (ERL)